# Jegor Gajdar
Jegor Timurovitj Gajdar (ryska: Егор Тимурович Гайдар), född 19 mars 1956 i Moskva, död 16 december 2009 i Odintsovo, var en rysk politiker och nationalekonom. Åren 1991–93 innehade han flera betydelsefulla poster inom den ryska regeringen, bland annat som finansminister och tillförordnad premiärminister. 

## Biografi
Gajdar tog examen i nationalekonomi vid Moskvauniversitetet 1978 och doktorerade vid samma lärosäte 1980. Fram till 1987 var han verksam som forskare i ekonomi och därefter som journalist 1987–90.
Vid Sovjetunionens upplösning 1991 utsågs Gajdar till finansminister under president Boris Jeltsin och ansvarade på denna post för Rysslands övergång från planekonomi till marknadsekonomi. Han blev den huvudsakliga arkitekten bakom de marknadsliberala ekonomiska reformer som fått namnet ”chockterapi”, med avskaffade valutakontroller och en omedelbar privatisering av statliga företag. Reformerna ledde till en kraftig devalvering av befolkningens besparingar, enorma prishöjningar och hyperinflation, samt uppkomsten av en mäktig oligarki. Som ett resultat av chockterapin blev Gajdar mycket impopulär bland det ryska folket.
I juni 1992 utsågs Gajdar av Jeltsin till tillförordnad premiärminister. Han kom dock aldrig att godkännas av duman, där oppositionen hade majoritet, och ersattes i december samma år av kompromisskandidaten Viktor Tjernomyrdin. Gajdar fortsatte dock att verka som rådgivare åt regeringen, och var från september 1993 vice premiärminister. Han lämnade regeringen i januari 1994, sedan hans inflytande över ekonomin minskat. Inför parlamentsvalet 1993 bildade Gajdar det Jeltsintrogna och marknadsliberala partiet Rysslands val, sedermera Rysslands demokratiska val, vilket han representerade i duman 1993–96 och 1999–2003. 
Under 2000-talet fortsatte Gajdar att verka som ekonom, och skrev en rad böcker om nationalekonomi. Under en konferens i Dublin i november 2006, där Gajdar skulle lansera en bok, blev han plötsligt svårt sjuk; misstankar rörande förgiftning förekom, men bekräftades aldrig.
Gaidar är far till politikern Maria Gajdar, som bland annat varit rådgivare åt Ukrainas före detta president Petro Porosjenko. 